# Richard E. Tremblay
Pour les articles homonymes, voir Tremblay.
Richard E. Tremblay , né le 23 novembre 1944 à Barrie (Ontario), est un psychologue et universitaire canadien.

## Biographie
Richard E. Tremblay est le fils de Wilfrid A. Tremblay et d'Hectorine Fournier. Il obtient un baccalauréat (B.A.) en éducation physique de l'Université d'Ottawa (1966), une maîtrise en psychoéducation de l'Université de Montréal (1970) et un doctorat en psychologie éducationnelle de l'Université de Londres (1976) sous la direction de Robert G. Andry and Daisy Penfold.
Il est professeur émérite de psychologie à l'université de Montréal. Il a consacré sa carrière à la compréhension du développement des comportements violents et à l'expérimentation de programmes éducatifs favorisant le développement moral des jeunes enfants sur le long terme.
Il est directeur du GRIP - Groupe de Recherche sur l'Inadaptation Psychosociale chez l'enfant.
Il a créé et dirige le Centre d’excellence pour le développement des jeunes enfants (CEDJE).
Tremblay est l'auteur de plus de 400 articles, chapitres de livres et ouvrages scientifiques.
Pour diffuser ses connaissances au grand public, il a produit, en 2005, un documentaire télévisé, intitulé Aux origines de l'agression : la violence de l'agneau.
Richard Tremblay est connu pour ses « conceptions avant-gardistes portant sur la socialisation des enfants et la prévention de la violence ».

## Hommages et distinctions
- 1988 : prix Beccaria
- 1996 : Membre de la Société royale du Canada
- 2000 : Adrien Pinard Prize for Contributions to psychological research, Quebec Society for Research in Psychology
- 2002 : Prix Jacques-Rousseau
- 2003 : Médaille Innis-Gérin
- 2004 : Prix Molson du Conseil des arts du Canada en sciences humaines et sociales
- 2004 : prix Joan McCordp de l’Academy of Experimental Criminology
- 2005 : prix Sellin-Glueck, American Society of Criminology
- 2005 : prix Bonze, Health & Science Communications Association
- 2007 : prix de la Ministre, catégorie Multimédia pour Aux origines de l'agression : le guide interactif pour observer, comprendre et intervenir Ministère de l'Éducation, du Loisir et du Sport du Québec
- 2007 : Prix Léon-Gérin, prix du Québec
- 2008 : grand officier de l’Ordre du mérite de Gabriela Mistral (Chili)
- 2008 : prix René-Joseph Laufer de l’Académie des sciences morales et politiquesp
- 2010 : officier de l'Ordre national du Québec
- 2016 : Prix de Stockholm en Criminologie (en)[5]
- 2017 : Prix Marie-Andrée-Bertrand, Prix du Québec